# Tesla Electric Light and Manufacturing
Tesla Electric Light and Manufacturing Company була компанією з електричного освітлення в місті Равей, штат Нью-Джерсі, яка діяла з грудня 1884 до 1886 року. 

## Історія
Заснована на вулиці Ірвінг в місті Равей, штат Нью-Джерсі, компанія Tesla Electric Light and Manufacturing Company була створена в грудні 1884 року після того, як винахідник Нікола Тесла покинув роботу на Томаса Едісона через розбіжності щодо оплати. Компанія була створена у партнерстві між Теслою, Робертом Лейном та Бенджаміном Вейлом. Теслі було відведено завдання розробити систему дугового освітлення, швидко зростаючого сегменту нової електричної світлової промисловості, що використовалися в основному для зовнішнього освітлення. Тесла сконструював дугову лампу з автоматичним регулюванням та аварійним вимикачем, а також покращив конструкцію генераторів. Це були перші патенти, видані Теслі в США. До 1886 року він встановив систему вуличного освітлення в Равеї з центральною станцією, а також освітлення у кількох фабричних будівлях. 
Інвестори проявляли мало інтересу до ідей Тесли щодо нових типів двигунів та обладнання для передачі струму, і, оскільки ринок уже сильно контролювався Brush Electric Illuminating Company та Thomson-Houston Electric Company, вони дійшли висновку, що краще розробляти прості електричні прилади, ніж винаходити нові системи. До осені 1886 р. вони створили компанію Union County Electric Light & Manufacturing Company, що означало кінець для Tesla Electric Light and Manufacturing і залишило Теслу без грошей. Тесла навіть втратив контроль над своїми патентами, які він передав компанії.

## Патенти
Теслі були видані такі патенти: 
- U.S. Patent 359 748 - Динамоелектрична машина - 14 січня 1886 р.
- U.S. Patent 334 823 - Комутатор динамоелектричних машин - 26 січня 1886 р. - елементи запобігання іскроутворення на динамоелектричних машинах; Барабанна конструкція з щітками.
- U.S. Patent 335 786 - Електрична дугова лампа - 9 лютого 1886 р. - дугова лампа з вуглецевими електродами, що управляється електромагнітами або соленоїдами, і механізмом зчеплення; Виправляє вади дизайну, характерні для галузі.
- U.S. Patent 335 787 - Електрична дугова лампа - 9 лютого 1886 р. - автоматичний вимикач лампи, коли дуга має нештатну поведінку; Автоматична реактивація.
- U.S. Patent 336 961 - Регулятор для динамоелектричних машин -  2 березня 1886 р. - Дві основні щітки, з'єднані з кінцями котушок спіралей; Підключення проміжного точкового патрубка для третьої щітки.
- U.S. Patent 336 962 - Регулятор динамоелектричних машин - 2 березня 1886 р. - допоміжні щітки; Регулює енергетичний потік; Регульований рівень струму.
- U.S. Patent 350 954 - Регулятор динамоелектричних машин - 19 жовтня 1886 р. - Автоматичне регулювання рівнів енергії; Механічний пристрій для зміщення щіток.